# سلیم دونواره
سلیم دونواره (نام علمی: Charadrius bicinctus) نام یک گونه از سرده سلیم‌های طوق‌دار است.